# Računalniško posredovana komunikacija
Računalniško-posredovana komunikacija (kratica RPK)  je definirana kot kakršenkoli komunikacijski prenos, ki se pojavi z uporabo dveh ali več računalnikov, ki so med seboj povezani. Čeprav se pojem tradicionalno nanaša na tiste vrste komunikacije, ki se pojavijo preko računalniško-posredovanih oblikah (npr: neposredna sporočila, e-pošta, klepetalnice), se lahko prav tako nanaša na druge tekstovne oblike interakcije kot na primer kratka sporočila (SMS). Raziskave RPK se osredotočajo predvsem na družbene posledice različnih računalniško podprtih komunikacijskih tehnologij. Zadnje raziskave na internetu vključujejo socialno mreženje, ki je podprto s socialnim programjem.